# Mistrzostwa Świata w Piłce Nożnej 1954 (składy)
Składy finalistów V Mistrzostw Świata w Piłce Nożnej w 1954 rozgrywanych w Szwajcarii.
 Anglia
Trener: Walter Winterbottom
Ken Armstrong, Ivor Broadis, Ted Burgin, Roger Byrne, Allenby Chilton, Jimmy Dickinson, Tom Finney, Ken Green, Johnny Haynes, Harry Hooper, Bedford Jezzard, Nat Lofthouse, Stanley Matthews, Bill McGarry, Gil Merrick, Jimmy Mullen, Syd Owen, Albert Quixall, Ron Staniforth, Tommy Taylor, Dennis Wilshaw, Billy Wright
 Austria
Trener: Walter Nausch
Leopold Barschandt, Robert Dienst, Karl Giesser, Paul Halla, Gerhard Hanappi, Ernst Happel, Walter Haummer, Alfred Körner, Robert Körner, Karl Koller, Walter Kollmann, Ernst Ocwirk, Franz Pelikan, Erich Probst, Johann Riegler, Walter Schleger, Kurt Schmied, Ernst Stojaspal, Karl Stotz, Alfred Teinitzer, Theodor Wagner, Walter Zeman
 Belgia
Trener: Doug Livingstone
Léopold Anoul, Raymond Ausloos, Jo Backaert, Louis Carré, Henri Coppens, Henri Dirickx, Marcel Dries, Charles Geerts, Léopold Gernaey, Denis Houf, Constant Huysmans, Bob Maertens, Victor Mees, Joseph Mermans, Alfons Van Brandt, Hippolyte Van den Bosch, Pieter Van den Bosch, Jef Van Der Linden, Luc Van Hoyweghen, Robert Van Kerkhoven, Jean Van Steen, Jozef Vliers
 Brazylia
Trener: Zezé Moreira
Alfredo, Baltazar, Bauer, Brandãozinho, Cabeção, Castilho, Dequinha, Didi, Djalma Santos, Ely, Humberto, Indio, Julinho, Maurinho, Mauro, Paulinho, Pinga, Pinheiro, Francisco Rodrigues, Rubens, Nílton Santos, Veludo
 Czechosłowacja
Trener: Karol Borhy
Theodor Reimann, Michal Benedikovič, Kazimír Gajdoš, Otto Hemele, Jan Hertl, Ladislav Hlaváček, Jiří Hledík, Ladislav Kačáni, Jaroslav Košnar, Anton Krásnohorský, Tadeáš Kraus, Josef Majer, Anton Malatinský, Ladislav Novák, Emil Pažický, Jiří Pešek, Svatopluk Pluskal, Zdeněk Procházka, Theodor Reimann, František Šafránek, Viliam Schrojf, Imrich Stacho, Jiří Trnka
 Francja
Trener: Pierre Pibarot
Claude Abbes, Abdelaziz Ben Tifour, Guillaume Bieganski, Antoine Cuissard, Rene Dereuddre, Lazare Gianessi, Léon Glovacki, Jacques Grimonpon, Robert Jonquet, Raymond Kaelbel, Raymond Kopa, Michel Leblond, Xercès Louis, Abderrahmane Mahjoub, Jean-Jacques Marcel, Roger Marche, Armand Penverne, François Remetter, César Ruminski, Ernest Schultz, André Strappe, Jean Vincent
 Jugosławia
Trener: Aleksandar Tirnanić
Vladimir Beara, Bruno Belin, Stjepan Bobek, Vujadin Boškov, Zlatko Čajkovski, Tomislav Crnković, Dionizije Dvornić, Ivica Horvat, Branko Kralj, Lev Mantula, Sima Milovanov, Miloš Milutinović, Rajko Mitić, Tihomir Ognjanov, Zlatko Papec, Aleksandar Petaković, Ljubiša Spajić, Branko Stanković, Todor Veselinović, Bernard Vukas, Branko Zebec, Miljan Zeković
 Korea Pd.
Trener: Kim Yong-sik
Choi Chung-min, Choi Yung-keun, Chu Yung-kwang, Chung Kook-chin, Chung Nam-sik, Ham Heung-chul, Han Chang-wha, Hong Deok-young, Kang Chang-gi, Kim Ji-sung, Lee Ki-joo, Li Jong-kap, Lee Sang-yi, Li Soo-nam, Min Byung-dae, Park Il-kap, Park Jae-seung, Park Kyu-chung, Sung Nak-woon, Woo Sang-kwon
 Meksyk
Trener: Antonio López Herranz
Raúl Arellano, Rafael Ávalos, Tomás Balcázar, Carlos Blanco, Sergio Bravo, Antonio Carbajal, Raúl Cárdenas, Carlos Carus, Ranulfo Cortés, Juan Gómez, Moisés Jinich, José Luis Lamadrid, Narciso Lopez, Saturnino Martínez, Salvador Mota, Pedro Nájera, José Naranjo, Mario Ochoa, José Antonio Roca, Jorge Romo, Carlos Septién, Alfredo Torres
 NRF
Trener: Sepp Herberger
Hans Bauer, Ulrich Biesinger, Horst Eckel, Herbert Erhardt, Richard Herrmann, Bernhard Klodt, Werner Kohlmeyer, Heinz Kubsch, Heinrich Kwiatkowski, Fritz Laband, Werner Liebrich, Karl Mai, Paul Mebus, Karl-Heinz Metzner, Max Morlock, Alfred Pfaff, Josef Posipal, Helmut Rahn, Hans Schäfer, Anton Turek, Fritz Walter, Ottmar Walter
 Szkocja
Trener: Andy Beattie
John Aird, John Anderson, Jimmy Binning, Allan Brown, Bobby Combe, Ernie Copland, Doug Cowie, Willie Cunningham, Jimmy Davidson, Thomas Docherty, Bobby Evans, Willie Fernie, George Hamilton, John Henderson, Robert Johnstone, Fred Martin, Davie Mathers, John McKenzie, Ian McMillan, Neil Mochan, Willie Ormond, Alex Wilson
 Szwajcaria
Trener: Karl Rappan
Charles Antenen, Robert Ballaman, Heinz Bigler, Roger Bocquet, Charles Casali, Oliver Eggimann, Walter Eich, Norbert Eschmann, Jacques Fatton, Gilbert Fesselet, Marcel Flückiger, Ivo Frosio, Josef Hügi, Willy Kernen, Roger Mathis, Marcel Mauron, Eugen Meier, André Neury, Eugène Parlier, Ferdinando Riva, Georges Stuber, Roger Vonlanthen
 Turcja
Trener: Sandro Puppo
Kaçmaz Akgün, Kadri Aytaç, Ali Beratlıgil, Ahmet Berman, Rıdvan Bolatlı, Feridun Buğeker, Mehmet Dinçer, Basri Dirimlili, Bülent Eken, Naci Erdem, Şükrü Ersoy, Mustafa Ertan, Rober Eryol, Nedim Günar, Erol Keskin, Lefter Küçükandonyadis, Suat Mamat, Necmi Onarıcı, Burhan Sargın, Turgay Şeren, Coşkun Taş, Çetin Zeybek
 Urugwaj
Trener: Juan López Fontana
Julio Abbadie, Javier Ambrois, Victor Andrade, Carlos Borges, Néstor Carballo, Luis Ernesto Castro, Luis Cruz, Mirto Davoine, Juan Hohberg, Roberto Leopardi, Julio Maceiras, William Martínez, Roque Máspoli, Omar Méndez, Oscar Miguez, Julio Pérez, Urbano Rivera, José Santamaría, Rafael Souto, Juan Schiaffino, Eusebio Tejera, Obdulio Varela
 Węgry
Trener: Gusztáv Sebes
József Bozsik, László Budai, Jenő Buzánszky, Lajos Csordás, Zoltán Czibor, Sándor Gellér, Gyula Grosics, Géza Gulyás, Nándor Hidegkuti, Béla Kárpáti, Sándor Kocsis, Imre Kovács, Mihály Lantos, Gyula Lóránt, Ferenc Machos, Péter Palotás, Ferenc Puskás, Ferenc Szojka, József Tóth, Mihály Tóth, Pál Várhidi, József Zakariás
 Włochy
Trener: Lajos Czeizler
Giampiero Boniperti, Gino Cappello, Sergio Cervato, Leonardo Costagliola, Rino Ferrario, Amleto Frignani, Carlo Galli, Giorgio Ghezzi, Giovanni Giacomazzi, Guido Gratton, Benito Lorenzi, Ardico Magnini, Giacomo Mari, Ermes Muccinelli, Maino Neri, Fulvio Nesti, Egisto Pandolfini, Gino Pivatelli, Armando Segato, Omero Tognon, Guido Vincenzi, Giovanni Viola